# 大阪バイオサイエンス研究所
公益財団法人大阪バイオサイエンス研究所（おおさかバイオサイエンスけんきゅうしょ）は、かつて大阪府吹田市に存在した生物科学の基礎研究、研究者の養成などの事業を実施していた公益財団法人。元文部科学省研究振興局ライフサイエンス課所管。

## 概要
- 主な目的　生物科学の基礎研究・研究者の養成等
- 設立　1987年1月
- 解散　2015年3月
- 代表者
  - 理事長　早石修
  - 所長　中西重忠
- 本部所在地　大阪府吹田市古江台6-2-4

## 沿革
- 昭和62年（1987年）
  - 1月 - 財団法人大阪バイオサイエンス研究所設立。初代理事長に佐治敬三（～平成11年11月）
  - 2月 - 科学研究費補助金取扱研究機関試験研究法人認可
  - 4月 -	第1研究部部長に長田重一（～平成10年3月）
  - 6月 -	第4研究部部長に吉田龍太郎（～平成9年6月）
  - 7月 -	所長に早石修（～平成10年9月）
  - 10月 - 財団法人大阪バイオサイエンス研究所開設。第2研究部部長にフレデリック．I．辻（～平成5年8月）。第3研究部部長に渡辺恭良(～平成13年3月)
- 昭和63年（1988年）10月 - 科学技術振興調整費国際流動基礎研究。科学技術庁フェローシップ受入研究機関
- 平成元年（1989年）
  - 2月 - 特定公益増進法人認可
  - 3月 - 日本育英会第一種奨学資金の返還を免除される職を置く研究所に指定
- 平成5年（1993年）9月 - 第2研究部部長に早石修（～平成10年3月）
- 平成9年（1997年）6月 - 第4研究部部長に垣塚彰（～平成13年8月）
- 平成10年（1998年）
  - 4月 - 第1研究部部長に佐邊壽孝（～平成21年6月）。第2研究部部長に裏出良博（～平成26年3月）
  - 10月 - 所長に花房秀三郎（～平成17年3月）。名誉所長に早石修
- 平成11年（1999年）7月 - 科学技術特別研究員受入機関
- 平成12年（2000年）3月 - 理事長に田代和（～平成16年3月）
- 平成13年（2001年）
  - 4月 - 第3研究部室長に内匠透（～平成21年3月）
  - 9月 - 第4研究部部長に古川貴久（～平成24年7月）
- 平成16年（2004年）4月 - 理事長に早石修（～平成26年6月、平成26年6月から副理事長）
- 平成17年（2005年）4月 - 所長に中西重忠。名誉所長に花房秀三郎（～平成19年3月）
- 平成21年（2009年）4月 - 第3研究部室長に小早川令子（平成26年4月から第3研究部長）
- 平成22年（2010年）4月 - 第1研究部部長に榎本和生（～平成26年3月）
- 平成24年（2012年）4月 - 公益財団法人に移行
- 平成26年（2014年）6月 - 理事長兼所長に中西重忠
- 平成27年（2015年）3月 - 存続期間の満了により解散

## 研究所の建築
研究所の建物は大阪出身の日本を代表する建築家の1人である丹下健三により設計された。
研究所の土地と建物は理化学研究所に無償譲渡され、生命システム研究センター（現 生命機能科学研究センター）の施設として使用されている。

## ピカチュリン
ピカチュリン（Pikachurin）は本研究所にて発見されたタンパク質である。目に受けた光の刺激を電気信号で脳に伝える際重要な働きをするタンパク質で、アニメ『ポケットモンスター』のキャラクター「ピカチュウ」にちなんで命名された。